# Gynacantha manderica
Gynacantha manderica – gatunek ważki z rodziny żagnicowatych (Aeshnidae). Występuje w Afryce Subsaharyjskiej i jest szeroko rozpowszechniony – od Afryki Zachodniej na wschód po Somalię i na południe po RPA.
W RPA imago lata od listopada do końca kwietnia. Długość ciała 58–59 mm. Długość tylnego skrzydła 37,5–38 mm.